# Carl Gustaf Wiborgh
Carl Gustaf Wiborgh, född 10 oktober 1793 i Vreta klosters socken, död 1 augusti 1850 i Ekebyborna socken, var en svensk präst i Ekebyborna församling och Orlunda församling. 

## Biografi
Carl Gustaf Wiborgh föddes 10 oktober 1793 i Vreta klosters socken. Han var son till inspektorn Anders Wiborg och Christina Persdotter på Malfors. Wiborgh studerade i Linköping och blev höstterminen 1813 student vid Uppsala universitet, Uppsala. Han tog 14 juni 1821 magister och blev 8 november 1826 apologist i Linköping, tillträde 1827. Wiborgh blev 15 augusti 1827 kollega i Linköping, tillträde 1828 och prästvigdes 17 januari 1834. Han tog 15 februari 1834 pastoralexamen och blev 17 juli samma år rektor i Vadstena och kyrkoherde i Orlunda församling, Orlunda pastorat, tillträde 1835. Den 27 november 1839 blev han kyrkoherde i Ekebyborna församling, Ekebyborna pastorat, tillträde 1840. Wiborgh avled 1 augusti 1850 i Ekebyborna socken och begravdes 11 augusti samma år av kyrkoherden Carl Augustin Schröder, Väderstads socken.

### Familj
Wiborgh gifte sig 30 september 1836 med Maria Ölander (1815–1859). Hon var dotter till vice häradshövdingen Nils Ölander och Maria Christina Kihlström i Orlunda socken. De fick tillsammans barnen Nils Carl August (1837–1893), Johan Gustaf Wiborgh, Hilda Ingeborg Christina (1841–1876), Selma Sophia (1844–1913) och Sigrid Maria Cecilia (1849–1849).